# Űrkolonizáció

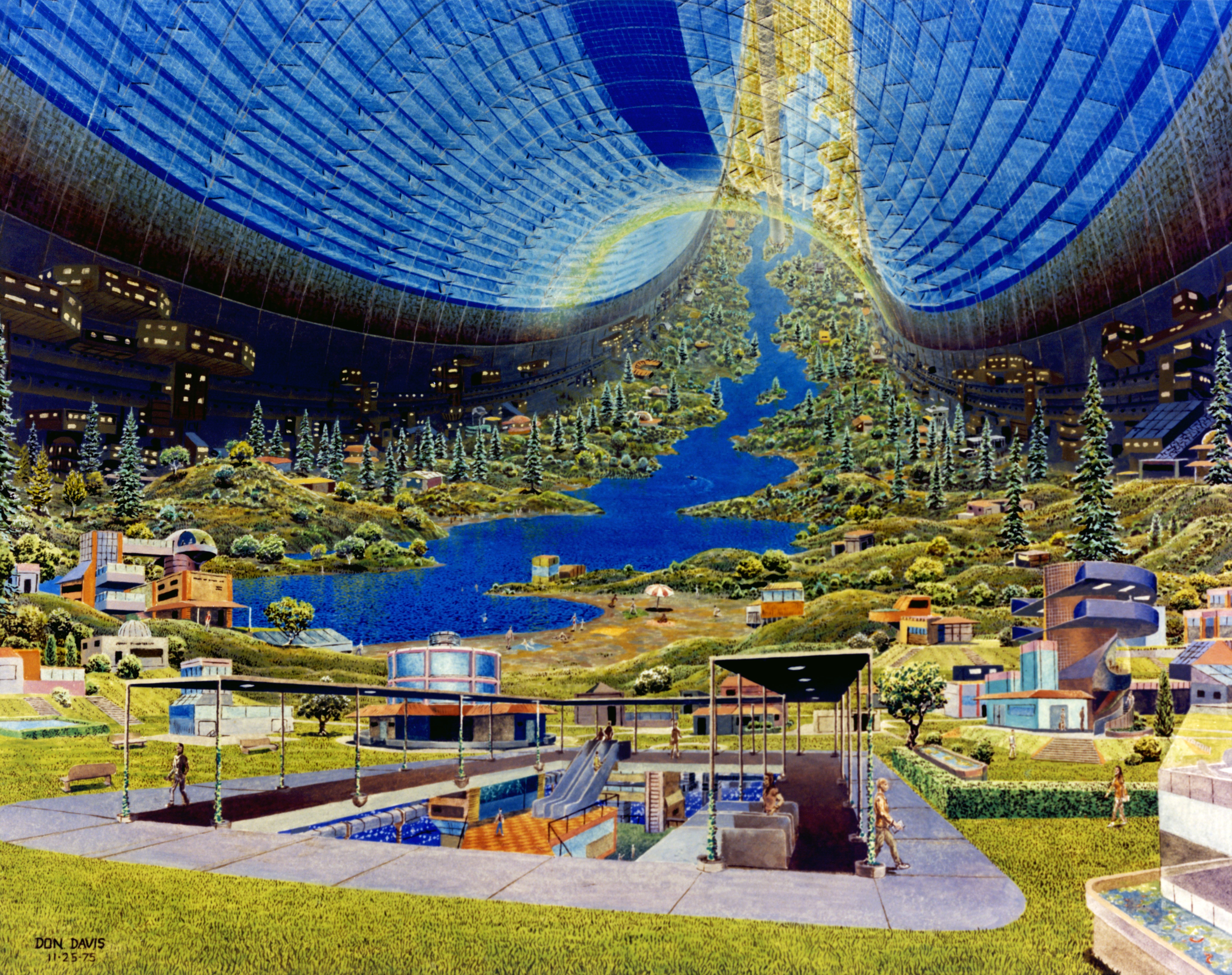
Don Davis festőművész elképzelése egy lehetséges űrkolóniáról, amely egy Stanford-tóruszon terül el

Az űrkolonizáció (másképpen letelepedés űrben, az űr benépesítése) azon elgondolás, miszerint Földön kívüli helyszíneken autonóm (önellátó) emberi életterek hozhatók létre és hosszútávra benépesíthetők. Az űrkolonizáció a sci-fi irodalom egyik meghatározó témája, ugyanakkor számos nemzetközi űrprogram távlati célja is.
Miközben sokak a Mars és a Hold kolonizálásán gondolkodnak, mások szerint az első űrkolóniák bolygó körüli pályákon fognak keringeni. Egyes megállapítások szerint az ehhez szükséges nyersanyagok elegendő mennyiségben vannak jelen a Holdon és a Kisbolygóövben, valamint bőséges és könnyen hozzáférhető napenergia áll rendelkezésre.
2005-ben Michael D. Griffin, a NASA igazgatója az űrkolonizációt jelölte meg a jelenlegi űrrepülő programok végső céljaként, amikor a következőket mondta:
… a cél nem csupán tudományos felfedezés … hanem arról is szól, hogy kiterjesszük az emberi életteret a Földön túlra, a Naprendszerbe az idő múlásával … Hosszú távon egyetlenegy bolygón élő faj sem marad fenn … Ha az emberiség évezredekig vagy akár évmilliókig fenn akar maradni, elkerülhetetlen, hogy más bolygókat is kolonizáljunk. Napjainkban, a technológia jelenlegi állása szerint ez szinte kivitelezhetetlen. Csupán a kezdeteknél tartunk. … Arról a napról beszélek, amely nem tudom mikor fog bekövetkezni, amikor több emberi lény él a Földön kívül, mint amennyi anyabolygónkon. Élhetnek emberek a Holdon. Élhetnek emberek a Jupiter holdjain és más bolygókon. Egyes közösségek talán aszteroidákon élnek … Biztosan tudom, hogy az emberiség kolonizálni fogja a Naprendszert és egy nap még tovább merészkedik.
Napjainkban a Nemzetközi Űrállomás képezi az egyetlen állandó, az űrben elhelyezkedő lakóteret, ami azonban nem önellátó. A NASA holdbázisa, amely állandó emberi jelenlétet jelentene a Holdon, tervezési fázisban van, azonban 2009-ben Barack Obama elnök megszüntette a holdbázis építését célul kitűző Constellation programot. Számos kutatás zajlik olyan technológiák kifejlesztésére, amiket a jövőben űrkolonizáció során is alkalmazhatnak.

## Módszerek
Űrbéli kolóniák építéséhez az űr egyszerű megközelíthetőségére, hozzáférhető élelemre, emberi munkaerőre, építőanyagokra, energiára, szállító rendszerekre, kommunikációs képességekre, életfenntartó rendszerekre, szimulált vagy valódi gravitációra és sugárvédelemre lehet szükség. A kolóniák feltehetőleg úgy lennének kialakítva, hogy megfeleljenek ezen követelményeknek. A kolonizáció végső célja a Földön kívül élő önellátó, gyarapodó társadalmak lehetnek.

### Nyersanyagok
A Holdon és Marson épülő kolóniák használhatnának helybéli nyersanyagokat, habár a Hold illékony gázokban szegény (leginkább hidrogénben és nitrogénben), ugyanakkor nagy mennyiségű oxigénnel, szilikátokkal és olyan fémkészletekkel rendelkezik, mint például a vas, alumínium és titán.
A nyersanyagok Földről történő feljuttatásának költségei nagyon magasak, így a hiányzó anyagok nagy része a Holdról származhatna, vagy egy földközeli objektumról (aszteroida vagy üstökös, aminek pályája a Földhöz közeli), esetleg a Phobosról vagy Deimosról, ahol a gravitációs erők sokkal kisebbek, nincsen atmoszféra és nincsen bioszféra, ami kárt szenvedhetne. A legtöbb földközeli objektum figyelemreméltó mennyiségű fémet, oxigént, hidrogént és szenet tartalmaz. Bizonyos objektumok nitrogénnel is rendelkeznek.
Messzebbre tekintve, a Jupiter Trójai aszteroidái jelenthetnek megoldást, amelyekről azt feltételezik, hogy magas a vízjégtartalmuk és feltehetőleg illékony gázokat is tartalmaznak.

### Energia
A napenergia kifogyhatatlan, megbízható, általánosan alkalmazzák a mai műholdak áramellátására. Az űrben nincsen éjszaka vagy felhőzet és atmoszféra, amik kitakarhatnák a napfényt. A rendelkezésre álló egy négyzetméterre jutó, wattban mért napenergia mennyisége az E = 1366/d² egyenlettel kapható meg, ahol d a Naptól való távolság, csillagászati egységben megadva.
Például az űrben adott súlytalanság állapotában a napfény közvetlenül is felhasználható, nagy „szoláris sütők” segítségével, amelyek könnyű fémfóliából készülnek és több ezer fokos hőt állítanak elő költségmentesen; vagy a haszonnövényekre irányítva a fotoszintézis elősegítése érdekében.
Nagyméretű erőművekre lenne szükség a napfény nagy mennyiségű elektromos árammá konvertálásához, amit a telepesek használnának fel. A Föld fejlett elektromos hálózatú országaiban az egy főre jutó átlagos villamosenergia fogyasztás elérheti a nagyjából 10 megawattóra értéket évenként.
Egyes vélemények szerint az elektromos energia végül az űrbéli települések fő exportcikkévé válhat, például vezeték nélküli energiaátvitellel, mikrohullám-nyalábokon keresztül, amik a Földre vagy a Holdra továbbítják az energiát. Ennek a módszernek nincsen káros kibocsátása, így számos előnye közé tartozna az üvegházhatást okozó gázoktól és a nukleáris hulladéktól való mentesség. Az energia fogadásához szükséges wattonként vett földterület kiterjedése kevesebb lenne, mint a Földön szokásos napelemeknél.
A Holdnak két földi hét hosszúságú éjszakái vannak, a Marson pedig szintén vannak éjszakák, valamint jelentős a légköri por és a bolygó messzebb van a Naptól. Ennek következtében a rendelkezésre álló napenergia mennyisége ½-⅔-as szorzóval kisebb, így a nukleáris energia ezeken az égitesteken vonzó alternatíva lehet.
A nukleáris energia levegőmentes környezetben való előállításában (mint a Hold vagy az űr, vagy kevésbé jellemzően a Mars vékony légköre) a fő nehézséget a berendezések hűtése okozza. Ehhez viszonylag nagy hőleadó felületekre és hőtovábbító közegre van szükség.

### Szállítás

#### Hozzáférés az űrhöz

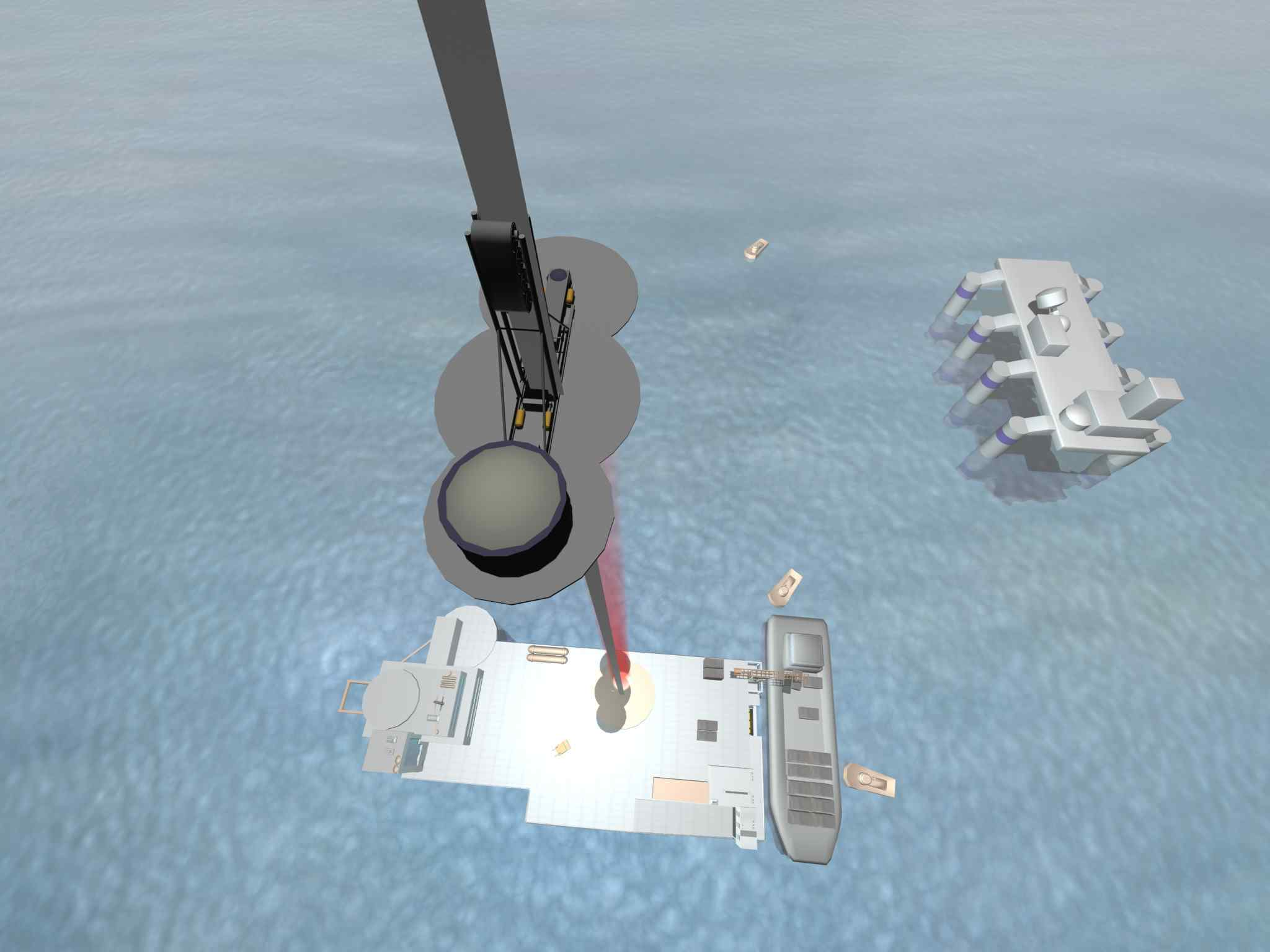
Űrlift

Gyakran a Föld körüli pályára állítás költségei jelentik az űrkutatás korlátait. Az űr benépesítéséhez sokkal olcsóbb űrrakétákra vagy az azt kiváltó eszközökre lenne szükség, valamint egy megoldásra, ami elkerüli, hogy a jármű súlyosan károsítsa a légkört az ezernyi vagy akár milliónyi kilövés során. Egy lehetséges megoldás a NASA más cégekkel együttműködésében fejlesztett, az üzemanyag égetéséhez levegőt használó hiperszonikus űrrepülője. Más megoldások is elképzelhetőek, mint például az űrliftek és tömeggyorsítók vagy úgynevezett kilövési hurkok építése.

#### Utazás a Holdig és a Naprendszeren belül
A kolóniák megépítéséhez a Holdról, a Phobosról, a Deimosról és a földsúroló kisbolygókról vagy más égitestekről származó nagy mennyiségű nyersanyag szállítására lehet szükség.
A nem földi eredetű erőforrásokra épülő hajtóanyag a mostaniakhoz hasonló rakétákban alkalmazva várhatóan sokkal olcsóbbá tenné az űrközi szállítmányozást a mai költségekhez viszonyítva. A Földről származó hajtóanyag valószínűleg megengedhetetlenül drága lenne az űrkolonizálás céljaihoz, még az űrhöz való hozzáférés mérséklődő költségei mellett is.
Más jövőbeli technológiák, mint az „űrlift”, a VASIMR, az ionhajtóművek, napvitorlák, mágneses vitorlák vagy nukleáris meghajtás mind alkalmazhatóak lennének a már űrben lévő szállítmány mozgatására.
A holdbéli nyersanyagok esetében egy sokat tanulmányozott lehetőség a tömeggyorsítók, azaz „elektromos katapultok” építése, amely az űrbe juttatná az építőanyagokat, mielőtt azok eljutnak a kolóniák helyszínéhez. Más megoldásként egy holdi űrlift is létrehozható.

### Kommunikáció
A többi feltételhez hasonlítva a kommunikáció viszonylag egyszerűen megvalósítható a Föld és a Hold körüli pályákon. A földi kommunikáció nagy része már jelenleg is műholdakon keresztül zajlik. A Földtől távolabb elhelyezkedő kolóniák esetében azonban a kommunikáció is egyre nagyobb problémává válik.
A Mars felé küldött és onnan fogadott adások jelentős késleltetést szenvednek el a fénysebesség korlátjának, valamint a bolygók együttállásának függvényében kialakuló távolságok következtében, – a jelek késleltetése 7 perc és 44 perc között változhat – ami megvalósíthatatlanná teszi a valós idejű kommunikációt. A kommunikáció más módjai, amelyek nem feltétlenül igénylik az azonnali interakciót, mint az e-mail és a rögzített hangüzenetek, feltehetőleg nem okoznának problémát. Már tesztelés alatt áll a kifejezetten a bolygóközi kommunikációra kifejlesztett, nagy késés-tűrésű adatátviteli protokoll is.

### Életfenntartó rendszerek
Az ember hosszú távú túléléséhez levegőre, vízre, élelemre, tűrhető környezeti hőmérsékletre, gravitációra és nyomásra van szükség. A Földön ezeket maga a bolygó és nagy kiterjedésű, összetett bioszférája biztosítja. Egy űrkolónia esetében egy viszonylag kisméretű zárt ökológiai rendszernek kell a tápanyagokat újratermelnie vagy a keletkezett hulladék felhasználásával vagy külső forrásból feldolgoznia, az esetleges „összeomlás” veszélye nélkül.
Az űrbéli életfenntartó rendszerek egyik legközelebbi földi analógiáját a nukleáris meghajtású tengeralattjárók alkotják. Ezen tengeralattjárók gépesített életfenntartó rendszerekkel rendelkeznek és akár hónapokig biztosítják a legénység életben maradásához szükséges feltételeket a víz alatt, anélkül, hogy a felszínre emelkednének. Feltehetőleg hasonló megoldások alkalmazhatók az űrkolóniák esetén is. Ugyanakkor a nukleáris meghajtású tengeralattjárók „nyílt ciklikussággal” működnek és általában a tengerbe bocsátva szabadulnak meg a termelődő szén-dioxidtól, de az oxigént újrahasznosítják. A széndioxid újrahasznosítására léteznek a Sabatier-folyamatot és a Bosch reakciót alkalmazó elképzelések.
Más megközelítésből, amely sokak számára szimpatikusabb, az Arizonában elvégzett Biosphere 2 kísérlet bebizonyította, hogy egy összetett, kisméretű, zárt, ember által felépített bioszféra képes nyolc ember legalább egy évig történő ellátására. A kísérlet során azonban számos probléma is fellépett. A kétéves küldetés első éve után külső oxigén feltöltéssel kellett beavatkozni, mert atmoszférájuk széndioxiddal telt meg.
A nem földi környezet, a különböző organizmusok és azok élettereinek kapcsolata a következők lehetnek:
- Az organizmusok és életterük a külső környezettől teljesen izoláltan működik. A növények számára biztosított fény energiájának 97-99%-a hőként disszipálódik, így a rendszer megfelelő megoldást igényel a túlmelegedés elkerüléséhez.
- A környezet megváltoztatása olyan mértékben, hogy az az élő szervezetek számára megfelelő élettérré váljon. Ezt a folyamatot terraformálásnak nevezzük.
- Az organizmusok mesterséges megváltoztatása annak érdekében, hogy a környezet megfelelő legyen számukra. Például a transzhumanizmus egyes lehetőségeinek megvalósításával: génsebészettel, vagy kiborggá fejlesztés alkalmazásával.

A felsorolt megoldások és technológiák kombinálása szintén lehetséges.

### Sugárvédelem
A kozmikus sugárzás és napszél az űrben az ember számára időnként halálos mennyiségű sugárzási környezetet jelenthetnek. Föld körüli pályán a Van Allen sugárzási övek teszik nehézzé a Föld atmoszférája feletti életet. Hogy egy ilyen kolónia életben maradjon, a szerkezet falának megfelelő mennyiségű anyaggal kell rendelkeznie, ami elnyeli a bejövő sugárzás nagy részét. Ehhez a burkolatnak négyzetméterenként nagyjából 5-10 tonnányi tömegre volna szüksége. Ez legolcsóbban az aszteroidák anyagának és a Hold porának feldolgozása – az oxigén, fémek és egyéb hasznos anyagok kinyerése – után megmaradt hulladékanyagból valósítható meg. Ugyanakkor egy ilyen masszív törzzsel rendelkező jármű irányítása jelentős nehézségekbe ütközhet. A test lendülete elengedhetetlenné tenné az erős hajtóművek alkalmazását a mozgás megállításához vagy elindításához.

### Önreprodukció
Az önreprodukció vagy fajfenntartás egy opcionális elem, de sokan tartják úgy, hogy ez a végső cél mivel a kolóniák sokkal gyorsabb népességnövekedését teszi lehetővé, miközben csökkenti vagy akár megszünteti a Földtől való függőséget és a költségek egy részét. Egy ilyen kolónia létrehozása a Föld első lépése lehetne a földi élet kiterjesztése felé. A köztes célok közé tartozhatnak olyan kolóniák, amik csak tudományos, építészeti ismeretanyagokat és esetleg szórakoztatást várnak a Földtől vagy egy olyan kolónia, ami csupán könnyű felszerelések periodikus ellátását igényli, mint a nyomtatott áramkörök, gyógyszerek, DNS-minták vagy építő eszközök.

### A népesség mérete
John H. Moore antropológus 2002-ben úgy becsülte, hogy egy kezdeti 150-180 fős populáció 60 és 80 közötti életképes generációt hozhatna létre – ami 2000 éves időtávnak felel meg.
Sokkal kisebb populáció esetén, amely akár csupán két nőből áll szintén megoldható az önreprodukció, amíg az emberi embriók Földről való ellátása biztosított. Egy földi spermabank használata szintén lehetővé teszi, hogy egy kisebb kezdeti embercsoport gyarapodása során csak elhanyagolható nagyságú beltenyészet alakuljon ki.
A konzervációs biológia kutatói az „50/500” szabály alkalmazása felé hajlanak, amit korábban Franklin és Soule határozott meg. A szabály kimondja, hogy a rövid távon (Ne) 50-es szaporodóképes népességméret szükséges ahhoz, hogy megelőzzék az elfogadhatatlan mértékű beltenyészetet, amíg hosszú távon egy 500-as Ne értékű csoport szükséges ahhoz, hogy fennmaradjon a genetikai változatosság. Az {\displaystyle N_{e}=50} előírás 1%-os beltenyészetet eredményez generációnként, ami a fele az amerikai állattenyésztők által alkalmazott határértéknek. Az {\displaystyle N_{e}=500} érték megpróbálja egyensúlyba hozni a mutációk által generált genetikai variációk gyarapodását a genetikai sodródás okozta veszteséggel.
Az egyenlet szerint a effektív népesség mérete Ne, amely függ a férfiak Nm számától és a nők Nf számától:
{\displaystyle N_{e}={\frac {4\times N_{m}\times N_{f}}{N_{m}+N_{f}}}}